# Копы в юбках
«Копы в юбках» (англ. The Heat) — американская кинокомедия 2013 года режиссёра Пола Фига с Сандрой Буллок и Мелиссой Маккарти в главных ролях. В прокат в США вышел 27 июня 2013 года, в России — 4 июля.
Слоган фильма: «Крепкие булки, храброе сердце!».

## Сюжет
Агента ФБР Сару Эшборн направляют на очередное задание из Нью-Йорка в Бостон. Сара не слишком уживается с коллегами из-за высокомерного отношения. Начальник, идущий на повышение, не спешит отдать ей своё место. Сначала Сара должна распутать дело о наркобароне Симоне Ларкине, выходце из России, облик которого не знает. Саре приходится продолжить расследование с детективом Шеннон Маллинс, известной рукоприкладством и грубыми выражениями.
Напарницы выходят на ночной клуб, где им удается поставить жучок на сотовый телефон преступника ЛеСуара. Когда полицейские выходят из ресторана, они сталкиваются с агентами DEA, Крейгом и Адамом. Они долгое время под прикрытием изучали ЛеСуара и не хотят, чтобы Эшберн и Маллинс скомпрометировали их. Далее оказывается, что принципиальная Маллинс недавно арестовала собственного брата Джейсона, так как он имел отношение к наркотрафику. Теперь семья с Маллинс на ножах, но Джейсон подсказывает направление дальнейшего поиска. Паре удается выйти на важного человека в наркокартеле Джулиана Винсента и задержать его. Эшборн и Маллинс напиваются в местном пабе и только чудом не взрываются в заминированном автомобиле. Джейсон направляется к своему старому работодателю, ЛеСуару, и узнаёт, куда прибудет следующая партия наркотиков.
Он получает тяжёлое ранение и остаётся в больнице без сознания. ФБР сопровождает судно связанное с контрабандой наркотиков, но подсказка была неверна, и Эшборн оказывается в глупом положении. В результате напарницы берут инициативу в свои руки, вооружаются до зубов и идут брать Ларкина. Они проникают на склад в порту и попадают в плен. Преступники пытают Эшборн. Как оказывается, Ларкин — агент DEA Адам. Женщинам удаётся освободиться и они преследуют Ларкина, направляющегося в больницу, чтобы убить Джейсона. Там его и обезвредят.

## В ролях
| Актёр            | Роль                          |
| ---------------- | ----------------------------- |
| Сандра Буллок    | спецагент Сара Эшборн         |
| Мелисса Маккарти | детектив Шеннон Маллинс       |
| Демиан Бичир     | Хэйл                          |
| Марлон Уэйанс    | Леви                          |
| Дэн Баккедал     | агент D.E.A. Крейг (альбинос) |
| Таран Киллэм     | спецагент Адам Ларкин         |
| Майкл Рапапорт   | Джейсон Маллинс брат Шеннон   |
| Джейн Кертин     | миссис Маллинс мать Шеннон    |
| Спокен Ризонс    | Рохас                         |
| Майкл Макдональд | Джулиан                       |
| Том Уилсон       | капитан Фрэнк Вудс            |
| Тони Хейл        | Джон                          |
| Кейтлин Олсон    | Татьяна                       |
| Энди Бакли       | Робин                         |
| Бен Фальконе     | рабочий                       |

## Отзывы
Фильм получил в большей степени положительные отзывы от критиков. Сайт Rotten Tomatoes оценил фильм в 66 % на базе анализа 161 обзоров, отметив, что сюжет фильма предсказуем На сайте Metacritic фильм оценили в 59 из 100 по 36 обзорам.

## Награды и номинации
| Награды | Награды   | Награды                | Награды                  | Награды |
| Год     | Результат | Награда                | Номинация                |         |
| ------- | --------- | ---------------------- | ------------------------ | ------- |
| 2014    | Победа    | People’s Choice Awards | Любимый комедийный фильм |         |